# Jonsholmen
Jonsholmen, est une île norvégienne dans le comté de Hordaland. Elle fait partie du territoire de l'ancienne commune de Øs, aujourd'hui rattachée à Bjørnafjorden.

## Géographie
Rocheuse et couverte d'arbres, elle s'étend sur environ 348 m de longueur pour une largeur approximative de 263 m. Elle compte trois habitations et, en son centre, un lac.